# Eleanor Farjeon
Eleanor Farjeon (Hampstead, 13 febbraio 1881 – Hampstead, 5 giugno 1965) è stata una scrittrice e poetessa britannica.

## Biografia
Era figlia dello scrittore Benjamin Farjeon e di Maggie Jefferson Farjeon e sorella degli scrittori Joseph Jefferson Farjeon e Herbert Farjeon e del compositore Harry Farjeon.
È stata un'importante autrice soprattutto di letteratura per ragazzi e racconti, ma anche di romanzi, poesie, biografie e non solo. Molti dei suoi lavori erano accompagnati dai disegni di Edward Ardizzone. Nel corso della sua carriera, che l'ha vista scrivere per tutta la prima metà del '900, ha vinto numerosi premi letterari.
Il premio Eleanor Farjeon Award è assegnato in suo onore dal 1966 in Gran Bretagna.